# یواس‌اس واسپ (سی‌وی-۷)
یواس‌اس واسپ (سی‌وی-۷) (به انگلیسی: USS Wasp (CV-7)) یک ناو هواپیمابر آمریکایی بود که طول آن (۲۰۹٫۷ متر) بود و در سال ۱۹۳۹ ساخته شد. این ناو هواپیمابر تا قبل از حمله ژاپن به پرل هاربر؛ در اقیانوس اتلانتیک مشغول حفاظت از کاروانهای دریایی متفقین بود و در تابستان ۱۹۴۱ در عملیات اشغال ایسلند توسط نظامیان آمریکایی مشارکت داشت. این ناو هواپیمابر در ماه‌های آوریل و می همان سال در عملیات امداد به جزیره مالت نیز مشارکت نموده بود. پس از نابودی ناوهای هواپیمابر لکسینگتون و یورک تاون؛ واسپ مأموریت یافت به سوی منطقه اقیانوس پاسفیک حرکت کند. این ناو در نبرد جزایر سلیمان و گوادال کانال شرکت نمود. در تاریخ ۱۵ سپتامبر همان سال واسپ در حالی که مشغول عملیات در نزدیکی سان کریستوبال بود با شلیک اژدر توسط زیردریایی آی-۱۹ژاپنی غرق شد.